# 霊感
霊感（れいかん、英: inspiration）は、神・仏が示す霊妙な感応のこと。また、神や仏が乗り移ったようになる人間の超自然的な感覚。あるいは霊的なものを感じとる心の働き。 理屈（理知的な思考過程など）を経ないままに、何かが直感的に認知されるような心的状態。
また、こうした本来の意味から転じて、芸術家・哲学者・科学者などが説明しがたい形で得た着想、ひらめきのことも指すようになった。この場合、カタカナ表記でインスピレーションともいう。

## 概説
霊感は例えば次のような状態で見られる。ひとつは断食、不眠（お籠り）、修行による疲労等の生理的条件、および山中・神殿・深夜の時間帯といった環境的条件をととのえて、余計な意識活動・理知的活動を消してゆくことで得られる場合である。もうひとつは、霊能者と言われる、生得的に無意識的活動に入りやすい人物がそれを得ている場合がある。
つまり聖職者や預言者、僧などの宗教家が修行や悟りの結果として神仏からの啓示を得る場合と、もともと生まれつき霊能者として霊感を得る資質を持っている場合がある、ということである。また、祈ることによって神・仏からの反応が得られる場合もあろう。
聖書など多くの宗教書が霊感をもとに書かれている。

## 聖書の霊感
啓示（英: revelation）、霊感（英: inspiration）、正典（英: canon、カノン）の三語は、互いに関連したキリスト教用語である。
啓示
人が理性的な追求によっては知り得ない神に関する真理、永遠に関する真理、救いに関する真理などを、神はその預言者や使徒を通して、人に語られた神の行為、また、その結果を指す。真理の「内容」に関わっている。「啓示」における「啓」とは「開く」の意である。
霊感
神によって開明され、示された真理を「記述」するに当たって、記者に対して与えられた聖霊の干渉のことである。人は過ちを犯す者であるが、そのような人間が、神の真理を書き記し、伝達するにあたって、神は、霊感を記者に与え、彼らが正確、また十分に啓示内容を書き記すことができるようにした。これが聖霊による霊感の働きである。『テモテへの第二の手紙』3章16節によれば、
- 「（聖書は）すべて、」（希: πασα）とあるように、霊感は、聖書全巻に及んでいる。
- 「神の霊感によるもので、、、」（希: θεοπνυστος）とは、ギリシャ語では、神によって「息吹きだされた」との意味で、人間的な著作に神が霊感を加えたというよりも、聖書自体、すなわち、その真理内容が、神によって与えられたことを主張するものである。

正典
そのようにして神の「霊感」を受けたと判断された書の収集をさす。「霊感」という物指し（カノン）によって測られ、その基準に合ったので、キリスト者の「信仰と実践との唯一の規範（物指し）」とされたことを意味する。
聖書は、このように「啓示」の書、「霊感」の書、そして、「正典」的な書であるので、初代教会以来、特に、宗教改革以後、プロテスタント諸教会では、キリスト教信仰と実践の唯一の規範、すなわち「神のことば」として権威あるものと受け留めてきた。このような聖書観に立つ教会・教派、また、クリスチャンを「福音主義」と言い、20世紀初頭、これと異なる聖書観をもって、聖書に批判的な神学、聖書学の展開を見せたのが「自由主義」陣営である。後者は、啓示、霊感と言った超自然的な概念は一切否定して受け入れない立場である。

## 文学における霊感
文学では、ある作品から「ひらめき」（霊感）を受けて、創作すると言うことがしばしばある。「（人を）〜する気にさせる」と言う意味である。純文学では、太宰治の影響が一番大きいと言われているが、推理小説などでは、外国作品によるインスパイアが多い。中上健次の一連の作品は、北條民雄にインスパイアされて書かれたと言われている。

## 美術における霊感
美術は「ひらめき」（霊感）が最も深く関わっている分野である。文学と同じく「ある作品から強い共鳴や着想を得て制作された」ものは古来から存在しているが、独自の発想によって生み出された美術作品もまた、天才的な「ひらめき」により形を成して行ったものとされる。ルネサンス期の芸術家であったレオナルド・ダ・ヴィンチやミケランジェロ・ブオナローティは数多くの作品を遺したことで知られるが、その作品は独自の発想から設計されたものを含んでおり、これらには知識や技術力だけでは補えない部分に「ひらめき」が加わり独自の発想へ至ったと見られる面が垣間見られる。

## 科学者の霊感
科学の発展は、一方で地道な研究と実験の繰り返しによるとも言われているが、その一方で「コロンブスの卵」のようなひらめきが科学史をしばしば塗り替えてきた。

## 「霊感」の付く作品
- 調和の霊感 L'estro Armonico - ヴィヴァルディのヴァイオリン協奏曲集。作品3. 12のコンチェルトからなる。
- 霊感ヤマカン第六感 - 朝日放送（ABCテレビ）が制作していたクイズ番組。